# Лазаревац (община)
Община Лазаревац (на сръбски: Општина Лазаревац) е част от Белградски окръг. Заема площ от 384 км2. Общински център е гр. Лазаревац.

## Население
Населението на общината възлиза на 58 511 души (2002).

## Селища
- Араповац
- Барзиловица
- Барошевац
- Бистрица
- Брайковац
- Бурово
- Големо Църлени
- Върбовно
- Вреоци
- Дрен
- Дудовица
- Жупаняц
- Зеоке
- Юнковац
- Крушевица
- Лазаревац
- Лесковац
- Лукавица
- Мало Църлени
- Медошевац
- Миросалци
- Петка
- Пъркосава
- Рудовци
- Сакуля – обезлюдено
- Соколово
- Степоевац
- Стърмово
- Стубица
- Търбушница
- Цветовац
- Чибутковица
- Шопич
- Шушняр